# Major Fábio
Fábio Rodrigues de Oliveira, mais conhecido como Major Fábio (Recife, 4 de novembro de 1969) é um policial militar e político brasileiro, filiado ao Partido Renovador Trabalhista Brasileiro (PRTB).

## Biografia
Eleito segundo suplente em 2006, assumiu temporariamente o mandato devido à renúncia de Ronaldo Cunha Lima (quando tornou-se primeiro suplente) e a licença pedida pelo deputado Rômulo Gouveia. Ocupou o mandato de deputado federal, na Legislatura 2007-2011, de 17 de março, a 11 de junho de 2008.
Em 18 de dezembro de 2008, reassumiu o mandato, desta vez como titular, após a cassação de Walter Brito Neto, por infidelidade partidária.
Em 2013, deixou o (DEM)  para ser candidato ao governo da paraíba e filia-se ao PROS.[carece de fontes?]
Em 2014, foi candidato do PROS ao Governo do estado da paraíba obtendo 14.910 votos (0,73%) ficando na 4° colocação.[carece de fontes?]
Em 2022, é candidato ao Governo da Paraíba pelo PRTB (Partido Renovador Trabalhista Brasileiro).